# Convento de San Francisco (Villafranca del Panadés)
El convento de San Francisco es un edificio del municipio español de Villafranca del Panadés (Barcelona) protegido como bien cultural de interés local. 

## Descripción
Se trata de un edificio de origen medieval que originalmente estaba situado extramuros. La fachada principal es austera, formada básicamente por un portal con arco de medio punto, de origen románico. El espacio interior está distribuido en una sola nave con ábside de una clara influencia cisterciense, adoptada por las órdenes mendicantes, como los Franciscanos.
Tanto en las capillas laterales de la iglesia, construidas entre los siglos XIV y XV, como en el claustro se conservan los sepulcros de las principales familias nobles de Villafranca como los Penyafort, los Bartomeu, los Cervelló, etc. Es destacable el sepulcro de Bernat de Castellet, fallecido en la conquista de Cerdeña y que se representa vestido de caballero, en un lado del sepulcro, y de franciscano, en el otro lado. 
En la capilla de la Casa de Bartomeu se conserva el retablo de la Virgen y San Jorge, obra de Lluís Borrassà.

## Historia
Pedro IV de Aragón, que en 1347 se alojó en el convento, también celebró allí las cortes en 1353. El Convento de San Francisco era uno de los grandes establecimientos franciscanos de Cataluña y mantuvo su actividad hasta la exclaustración, aunque sufrió también un cierre temporal durante el Trienio Liberal. 
En 1835 fue convertido en hospital y una parte del edificio se utilizó de Hospital Comarcal.
El retablo mayor se trasladó en 1891 a Torrellas de Foix, donde fue quemado en 1936. 